# Posidonia coriacea
Posidonia coriacea е вид растение от семейство Posidoniaceae.

## Разпространение
Видът е разпространен в Австралия.